# Kraniá (ort i Grekland, Mellersta Makedonien)
Kraniá är en ort i Grekland.   Den ligger i prefekturen Nomós Péllis och regionen Mellersta Makedonien, i den norra delen av landet, 300 km norr om huvudstaden Aten. Kraniá ligger 313 meter över havet och antalet invånare är 139.
Terrängen runt Kraniá är varierad. Runt Kraniá är det ganska tätbefolkat, med 54 invånare per kvadratkilometer. Närmaste större samhälle är Édessa, 13,6 km sydväst om Kraniá. 